# Fosfatiranje
Fosfatiranje, (parkerizacija, bonderizacija, granodizacija,te atramentiranje nekoliko su tržišnih naziva za ovaj postupak ) je tehnika zaštite čeličnih površina od korozije putem stvaranja kemijske konverzijske prevlake na osnovi fosfata željeza,mangana ili cinka. Parkerizacija je najčešće korištena na oružju, automobilima ili alatima,te podrazumijeva proces zasnovan na solima cinka ili mangana.
Osim željeza fosfatirati se mogu i objekti od aluminija, magnezija, bakra i njegovih slitina,nikla,kositra, kadmija te cinka.Razlikujemo postupke hladnog,vrućeg te elektrolit skog fosfatiranja.
U pravilu se koristi u kombinaciji s uljnim ili voštanim premazima te lakovima.Također se koristi i kod hladnog strojnog kovanja, za smanjenje trenja.
Kako je dobiveni   sloj fosfata porozan u pravilu ga se još naknadno tretiralo otopinom koja sadrži   toksične spojeve šesterovalentnog kroma. Primjena soli šesterovalentnog kroma danas je u Europskoj uniji zabranjena (ROHS direktiva - Restriction of Hazardous Substances) pa se ova faza postupka više ne izvodi već se koriste alternativne manje štetne tehnologije (postupak sa solima cirkonija).

## Povijest
Najraniji široko korišteni postupci razvijeni su 1906. (T. W. Coslett) i bili su temeljeni na fosfatima željeza (prema D. Hallamu fosfatiranje željeza patentirano je već 1860.). Spomenuti T. W. Coslett razvio je 1909. i postupak temeljen na solima cinka. Postupak zasnivan na solima mangana razvio je 1911. F.R.G. Richards. Nešto kasnije razvijene su i prve kupke s dodanim oksidirajućim spojevima koji su znatno skratili sam postupak, na 5-10 minuta (Bonderite-Bad 1929.). Danas se fosfatiranje pokušava zamijeniti postupcima koji su manje štetni po okoliš, no i dalje se uvelike koristi te se stalno razvijaju novi postupci.
1906. Fosfatiranje željeza i čelika fosfornom kiselinom i željeznim opiljcima
1908. Obrada fosfatnih prevlaka oksidirajućim sredstvima za smanjenje vremena
obrade
1909. Regeneracija kupelji i formulacija cink-fosfatnih kupki
zahtijevaju proces visoke temperature u trajanju od jednog sata
1911. Formulacija mangan fosfatne kupke koja zahtijeva visoku temperaturu -
vrijeme postupka 2-2,5 sata
1914. Parkerizacija - proces uz održavanje omjera ukupne kiseline i slobodne kiseline
1928. Prihvaćanje fosfatnog premaza kao baze za boje i premaze
1929. Proces  s dodatkom bakrenog ubrzivača stvaranja prevlake
vrijeme: 10 minuta do 1 sat
1933. Upotreba oksidacijskih sredstava poput nitrata za skraćenje postupka:
5 minuta
1934. Upotreba fosfatne prevlake kod hladnog  strojnog kovanja
1937. Fosfatiranje prskanjem otopine. Vrijeme fosfatiranja: 60-90 sekundi
1940. Razvoj procesa  bez stvaranja prevlake, na bazi natrija
ili amonijevim fosfatima
1940. Razvoj metoda hladnog fosfatiranja
1941. Fosfatiranje aluminijskih površina cink-fosfatom i fluoridima
1943. Upotreba dinatrijevog fosfata koji je sadržavao titan 
1950-ih Velika primjena premaza na bazi mangan fosfata u uljnom  mediju
,  za upotrebu na nosivim ili kliznim površinama itd.
1960-ih Upotreba posebnih aditiva za kontrolu težine prevlake
1960-ih Proces prskanja na radnoj temperaturi od 25-30 °C
1970-ih Poboljšanje kvalitete prevlake, korištenje sredstava za čišćenje u spreju na temelju
tehnologija površinski aktivnih tvari

## Vrste otopina za fosfatiranje
| Vrsta fosfata             | Industrijska primjena                                  |
| ------------------------- | ------------------------------------------------------ |
| Fosfat željeza            | Podloga za lak,autoindustrija,kućanski aparati         |
| Fosfat cinka              | Kod hladnog oblikovanja plošnih i cijevastih predmeta. |
| Cink-kalcij fosfat        | Podloga za boje i lakove.                              |
| Cink-nikl fosfat          | Za čelične bobine.                                     |
| Trikationsko fosfatiranje | Podloga za boje i lakove u autoindustriji.             |
| Mangan fosfat             | Antifrikcijski sloj.                                   |

## Sastav nekoliko otopina za fosfatiranje

### Fosfatiranje čelika
Prema T.W.Coslettovom patentu USPT 870 937/07:
25 gr fosforne kiseline D1,5
6,25 gr željeznih strugotina
1 lit vode
predmete   držati u vrijućoj otopini 30 - 180 minuta
Prema F.R.G.Richardsovom patentu USPT 1 069 913/13:
Fosforna kiselina 4,2 gr
Mangan dioksid 2,5 gr
Voda 1 lit
30 - 90 minuta predmete držati u vreloj otopini
Postupak   baziran na solima cinka:
Fosforna kiselina 13-15 gr
Cink fosfat 33-35 gr
Cink nitrat 49-53 gr
Voda do 1 lit /90-98 C,5 - 10 minuta ,sloj sive boje

### Fosfatiranje aluminija
Fosforna kiselina 10-15 gr
Cink nitrat 18-20 gr
Cink borfluorid 10-15 gr
Voda 1 lit
75-85 C,1-5 min

### Fosfatiranje magnezija
Monofosfat mangana 30 gr
Natrij fluorsilikat 0,3 gr
Voda 1 lit
95-98 C,15-20 min

### Fosfatiranje bakra
Cink fosfat 113 gr
Natrij klorat 40 gr
Voda 9 lit
98 C,opća kiselost 44

### Fosfatiranje titanija
Mn(H2PO4)2 - 25,5 gr
NH4F x HF - 6 gr
NaNO3 - 4 gr
Za lakšu obradu deformacijom. Otopiti u 600 mll vode. Trajanje postupka 15 minuta pri 93 C temperature otopine

### Fosfatiranje  kositra i kositrenih  slitina
natrij fosfat      100 gr
fosforna  kiselina  25 gr
temperatura otopine 90 - 95 C
jakost  struje  2 - 3 A/dm2
trajanje  postupka  10 - 15 min.
predmet = anoda katoda = bakar ,dobivena  prevlaka  crne  je  boje ,
ako se  koristi slabija jakost struje dobivamo bezbojne, upojne  prevlake

## Uporaba u konzervaciji restauraciji metala
Danas se fosfatiranje u restauriranju i konzervaciji metala više ne koristi,dok je negdje do 1980. bilo korišteno,iako ne često.Koristiti ga se može samo na povijesnim predmetima od željeza i čelika( eventualno i od aluminija ),na arheološkim njegova uporaba ne dolazi u obzir.Češka i ruska literatura preporučuju i korištenje tkz. amorfnog fosfatiranja željeza i čelika,ovaj postupak ne mijenja boju samog metala,te tolerira i prisutnost tanjih korozionih slojeva ( Sastav otopine: natrij heksametafosfat - 10 gr,kalcij klorid - 3,6 gr,natrij nitrat - 0,06 gr,destilirana voda 1lit,pH 5,6  ,sobna temperatura,kontakt predmet otopina 60-120 minuta).Slične postupke prikazuje i američki patent USPT 2,499,261 iz 1950.,no preporuča znatno kraće vrijeme kontakta između otopine i objekta ( do 10 minuta).

## Vanjske poveznice
- SURFACE PRETREATMENT BY PHOSPHATE CONVERSION COATINGS A REVIEW
- Parker Rust-proofing Process prospekt iz 1925.
- Prospekt bonderizacija 1939.